# آی‌ای‌آی نمر
نمر ((به عبری: נמר) به معنی «پلنگ») یک هواگرد جنگنده بود که در اواخر دههٔ ۱۹۸۰ و اوایل دههٔ ۱۹۹۰ میلادی توسط صنایع هوافضای اسرائیل (IAI) ساخته شد. پروژه ساخت این جنگنده به‌صورت خصوصی دنبال شد و هواگرد حاصل از آن برای بازار صادراتی در نظر گرفته شده بود.
در دههٔ ۱۹۸۰، صنایع هوافضای اسرائیل تصمیم گرفت نسخه‌ای به‌روز شده از آی‌ای‌آی کفیر را به‌طور مستقل توسعه دهد؛ این نسخه با استفاده از بدنهٔ اصلی کفیر و بهره‌گیری از کابین خلبان، موتور و اویونیک‌های مدرن‌شده طراحی شد، که بخشی از فناوری اویونیک آن از پروژه لغو شدهٔ آی‌ای‌آی لاوی گرفته شده بود. این تغییرات قرار بود به افزایش عملکرد، برد و توانایی‌های نبرد هوایی نسبت به کفیر بینجامند. این هواگرد که با نام نمر معرفی شد، در قالب پیکربندی‌های گوناگون شامل موتورها و رادارهای جایگزین و همچنین با گزینه‌هایی برای تولید تحت لیسانس به مشتریان ارائه شد. صنایع هوافضای اسرائیل اعلام کرده بود که برای جلب رضایت مشتریان اولیهٔ نمر، آمادگی دارد انعطاف‌پذیری زیادی در طراحی و اعمال سیستم‌های سفارشی آن‌ها داشته باشد.
توسعهٔ نمر تا مرحلهٔ نمونه اولیه پیش رفت؛ یک فروند از آن به‌عنوان نمونهٔ مفهومی ساخته شد تا توانایی شرکت در نصب و بهره‌برداری از اویونیک پیشرفته در بدنه آی‌ای‌آی کفیر را نشان دهد. در تاریخ ۲۱ مارس ۱۹۹۱، نمونهٔ اولیهٔ نمر پرواز نخستین خود را انجام داد. پس از آن، این هواگرد برای مدتی در پروازهای آزمایشی مورد استفاده قرار گرفت تا بلوغ مفهومی و توانمندی سیستم‌های جدید نصب‌شده توسط آی‌ای‌آی را نشان دهد. گرچه پیکربندی اثبات‌شدهٔ بال دلتا با کانارد حفظ شده بود، تمرکز آزمایش‌ها بر روی اویونیک جدیدی بود که به گفتهٔ آی‌ای‌آی، هواگرد را به یک جنگندهٔ نسبتاً مدرن تبدیل می‌کرد. با این حال، با وجود تلاش‌های گستردهٔ شرکت برای جذب شرکای صنعتی و مشتریان صادراتی برای نمر، هیچ‌یک از این اهداف محقق نشد و در نتیجه، توسعهٔ نمر در اوایل دههٔ ۱۹۹۰ بدون ساخت نمونه‌های بیشتر، متوقف شد.

## توسعه
در دههٔ ۱۹۸۰، شرکت هوافضای اسرائیلی صنایع هواگرد اسرائیل (IAI) تصمیم گرفت توسعهٔ یک جنگندهٔ خصوصی را آغاز کند؛ طبق طرح اولیه، این برنامه عمدتاً بر پایهٔ بدنهٔ آی‌ای‌آی کفیر و اویونیک پیشرفته‌ای که برای پروژه لغو شدهٔ آی‌ای‌آی لاوی توسعه یافته بود، بنا شده بود. دربارهٔ پروژهٔ نمر، موشه شارف، مدیر بازاریابی بین‌المللی هواگردهای نظامی آی‌ای‌آی، در توضیح علت این طرح اظهار داشت: «ارتقاء پلتفرم موجود کفیر به اندازه‌ای ارزان نخواهد بود که ساخت یک بدنهٔ جدید بر پایهٔ پیکربندی اثبات‌شدهٔ دلتا کانارد هزینه‌بر است». تا اوایل سال ۱۹۸۸، شرکت مراحل طراحی مقدماتی و تعریف سامانه‌های نمر را به پایان رسانده و وارد مرحلهٔ طراحی جزئی شده بود. افزون بر این، شرکت مذاکرات اولیه‌ای با مشتریان بالقوه دربارهٔ این نوع هواگرد انجام داده بود. آی‌ای‌آی تمایل داشت با یک شریک خارجی برای ادامهٔ توسعه و تولید آتی برنامهٔ نمر همکاری کند.
در اواخر دههٔ ۱۹۸۰، آی‌ای‌آی در ابتدا نمر را به‌عنوان یک نمونه ارتقاء یافته برای بدنه‌های موجود داسو میراژ ۳ و داسو میراژ ۵ معرفی کرد. به مشتریان قرار بود دو پیکربندی اصلی از این هواگرد پیشنهاد شود: یکی با تعویض موتور و نصب جنرال الکتریک اف۴۰۴، و دیگری با حفظ موتور اسنکما آتار میراژ اما همراه با نصب یکی از رادارهای کنترل آتش «EL/M-2011» یا «EL/M-2032». گزینهٔ نخست برای حداکثرسازی عملکرد و برد هواگرد طراحی شده بود، در حالی که گزینهٔ دوم برای افزایش توانمندی‌های هدف‌گیری هوابه‌هوا در نظر گرفته شده بود.
با پیشرفت روند توسعه، نمر به‌عنوان یک هواگرد کاملاً جدید توسط شرکت معرفی و تبلیغ شد که رادار «EL/M-2032» به‌عنوان بخشی یکپارچه از سامانه در آن گنجانده شده بود. گزارش شده است که مشتریان توانایی انتخاب موتور دلخواه خود را داشتند؛ از جمله جنرال الکتریک اف۴۰۴، اسنکما ام۵۳ و پرت اند ویتنی پی‌دابلیو۱۱۲۰، که همگی در ردهٔ رانش ۱۸٬۰۰۰ تا ۲۰٬۰۰۰ پوندی قرار داشتند. شرکت سازنده مدعی بود که پیکربندی اثبات‌شدهٔ دلتا کانارد، در کنار اویونیک‌های جدید و موتورهای مدرن، به یک جنگندهٔ نسبتاً مدرن منجر خواهد شد که با اف-۱۶ فایتینگ فالکن یا داسو میراژ ۲۰۰۰ قابل مقایسه است، اما هزینه‌ای معادل نیمی از آن‌ها خواهد داشت.
برای اهداف توسعه و نمایش، یک فروند نمونه اولیه توسط شرکت ساخته شد. در ۲۱ مارس ۱۹۹۱، این نمونهٔ اولیه نخستین پرواز آزمایشی خود را انجام داد. به گفتهٔ آی‌ای‌آی، طرح نمر به‌شماری از نیروهای هوایی خارجی معرفی شد، در حالی که شرکت به‌دنبال جذب مشتری برای فروش این هواگرد بود. سپس اعلام شد که آی‌ای‌آی هیچ برنامه‌ای برای آغاز تولید نمر ندارد مگر آن‌که سفارش ساخت دست‌کم ۸۰ فروند از آن تأمین شود. در جریان این مذاکرات، آی‌ای‌آی سطح بالایی از امکان سفارشی‌سازی را به مشتریان احتمالی پیشنهاد داد و عملاً اجازه می‌داد آنان تأثیر قابل توجهی بر طراحی نمر داشته باشند. این شرکت همچنین گزینه‌های مختلفی برای تولید پیشنهاد داد؛ از جمله ساخت نمر در تأسیسات موجود آی‌ای‌آی در اسرائیل، یا راه‌اندازی یک خط مونتاژ در کشور مشتری. در سال ۱۹۹۰، به‌عنوان بخشی از تلاش مجدد برای فروش نمر، آی‌ای‌آی پیشنهاد کرد که تولید کامل نمر به کشورهای مشتری منتقل شود.

## طراحی
نمر یک هواگرد جنگنده بود که بدنهٔ آن از آی‌ای‌آی کفیر — که خود بر پایهٔ داسو میراژ ۵ ساخته شده بود — مشتق شده بود. از نظر ظاهری، طراحی آن شباهت زیادی به مدل سی۷ کفیر داشت؛ اما می‌شد آن را به‌راحتی از طریق دماغهٔ بلندتر و نبودِ ورودی هوا (air scoop) در پایهٔ پیش‌برندهٔ سکان عمودی از کفیر تشخیص داد. دیگر بخش‌های هواگرد نیز تفاوت‌های عمده‌ای با کفیر داشتند، از جمله در کابین خلبان، رادار و موتور. به گفتهٔ آی‌ای‌آی، نمر قرار بود حداکثر سرعتی برابر با ماخ ۲٫۲ و سقف پرواز پایدار ۵۸٬۰۰۰ پا (۱۹٬۳۰۰ متر) داشته باشد. شرکت سازنده قصد داشت نمر را با گزینه‌های موتوری مختلف عرضه کند.
کابین خلبان نمر به‌طور گسترده‌ای مدرن‌سازی شده بود و از طراحی جدیدی برخوردار بود که، از جمله مزایا، امکان کنترل مؤثر هواگرد را از طریق سامانهٔ دستی بر روی گاز و سکان (HOTAS) برای خلبان فراهم می‌کرد، به‌گونه‌ای که در اغلب شرایط عملیاتی پیش‌بینی‌شده، بتواند سامانه‌های کلیدی را مدیریت کند. در مجموع چهار نمایشگر برای کابین در نظر گرفته شده بود، که شامل یک نمایشگر سربالا، یک جفت نمایشگر چندمنظوره و یک نمایشگر هشدار راداری برای جنگ الکترونیک می‌شد که اطلاعات موردنیاز خلبان را فراهم می‌کردند. این نمایشگرها و ابزارآلات الکترونیکی بر پایهٔ فناوری به‌جامانده از پروژه لاوی طراحی شده بودند. اویونیک از جمله بخش‌های اصلی تمرکز در توسعهٔ نمر بود.
به گفتهٔ آی‌ای‌آی، نمر قرار بود به یک سامانهٔ پیشرفتهٔ مدیریت تسلیحات مجهز شود که به‌طور مستقیم با یک رادار چندحالتهٔ دوپلر پالس یکپارچه می‌شد، در حالی که مجموعهٔ جنگ الکترونیک آن نیز شامل قابلیت‌هایی بود که در اصل برای برنامهٔ لغو شدهٔ لاوی طراحی شده بودند. حداکثر وزن برخاست هواگرد در حدود ۱۵٬۴۵۰ کیلوگرم و حداکثر ظرفیت بار آن ۶٬۲۷۰ کیلوگرم بود. این هواگرد می‌توانست درون خود ۳٬۰۰۰ کیلوگرم سوخت حمل کند و همچنین ۳٬۷۲۰ کیلوگرم سوخت اضافی را در مخازن خارجی جای دهد. افزون بر این، نمر قرار بود به قابلیت سوخت‌گیری هوایی نیز مجهز باشد. بر پایهٔ اظهارات مکرر آی‌ای‌آی، تولید انبوه جنگندهٔ نمر می‌توانست با هزینه‌ای کمتر از ۲۰ میلیون دلار برای هر فروند در دسترس قرار گیرد.

## مشخصات فنی (طبق طراحی)
ویژگی‌های عمومی
- خدمه: یک خلبان
- طول: ۱۶٫۰۰ متر (۵۲ فوت ۶ اینچ)
- پهنای بال: ۸٫۲۲ متر (۲۷ فوت ۰ اینچ)
- ارتفاع: ۴٫۵۵ متر (۱۴ فوت ۱۱ اینچ)
- مساحت بال‌ها: ۳۴٫۸ متر مربع (۳۷۵ فوت مربع)
- وزن ناخالص: ۱۶٬۵۱۱ کیلوگرم (۳۶٬۴۰۰ پوند)
- پیشرانه: ۱ عدد  various, ۸۰–۹۰ کیلونیوتن (۱۸٬۰۰۰–۲۰٬۰۰۰ پوند-نیرو) thrust

عملکرد
- حداکثر سرعت: ۲٫۲ ماخ
- بُرد: ۱٬۳۸۲ کیلومتر (۸۵۹ مایل، ۷۴۶ مایل دریایی)
- حداکثر ارتفاع: ۱۷٬۷۰۰ متر (۵۸٬۰۰۰ فوت)

تسلیحات

- ۲ × توپ ثابت ۳۰ میلی‌متری دفا
- ۶٬۲۷۰ کیلوگرم (۱۳٬۷۹۰ پوند) محمولهٔ خارجی

### کتاب‌ها
- Copley, Gregory R. Defense & Foreign Affairs Strategic Policy, Volume 16. Copley & Associates, 1988.
- Golan, John W. Lavi: The United States, Israel, and a Controversial Fighter Jet. University of Nebraska Press, 2016. شابک ‎۱−۶۱۲۳۴−۷۸۳−۵.
- International Aeronautic Federation. "Joining the Big League." Interavia: Volume 43, 1988.